# Johann Habeler
Johann Habeler (* 22. Dezember 1895 in Wiesen; † 6. August 1967 ebenda) war ein österreichischer Politiker (CSP, VF, ÖVP) und Baupolier. Er war von 1945 bis 1960 Abgeordneter zum Burgenländischen Landtag.

## Leben
Habeler wurde als Sohn des Tagelöhners Franz Habeler aus Wiesen geboren und besuchte die Volksschule in Wiesen. Er ergriff den Beruf des Maurers und diente zwischen 1915 und 1918 im Ersten Weltkrieg. Mit dem „Christlichen Bau- und Steinarbeiterverband“ gründete Habeler den ersten christlichen Arbeitnehmerverband im Burgenland, wobei er in der Folge von 1928 bis 1934 zum Vorstandsmitglied der Christlichen Gewerkschaften des Burgenlandes aufrückte. Er war zudem Ortsleiter des Freiheitsbundes und der Ostmärkischen Sturmscharen in Wiesen und ab 1936 Kommandant der Frontmiliz in Wiesen. Des Weiteren fungierte er zwischen 1927 und 1932 als Gemeinderat in Wiesen und war zwischen 1937 und 1938 Vorsitzender-Stellvertreter der Verwaltungskommission der Arbeiter. Nach der Machtübernahme der Nationalsozialisten wurde Habeler 1938 drei Mal aus politischen Gründen verhaftet und mit einem Landesverweis belegt. Er arbeitete danach als Bauarbeiter am Truppenübungsplatz Döllersheim sowie im Sudetenland und wurde 1939 zum Militärdienst eingezogen. Später war er bis 1945 Bauführer im Straßenbau im Waldviertel.
Habeler war verheiratet.

## Politik
In der Ersten Republik saß Habeler in der Mattersburger Bezirksparteileitung der Christlichsozialen Partei, Während der Zeit des autoritären Ständestaats (Austrofaschismus) war Habeler Ortsleiter der Vaterländischen Front. Nach dem Ende des Zweiten Weltkriegs übernahm Habeler zwischen dem 3. April 1945 und dem 21. Jänner 1957 das Amt des Bürgermeisters von Wiesen. Er war des Weiteren von 1945 bis 1956 Landesobmann des ÖAAB Burgenland und zwischen 1945 und 1960 ÖVP-Bezirksparteiobmann. Zudem war Habeler im ÖGB und der Arbeiterkammer aktiv, wobei er 1945 zu den Mitbegründern des ÖGB gehörte und von 1946 bis 1948 die Funktion des Vorsitzenden-Stellvertreters wahrnahm. Er fungierte zudem von 1948 bis 1949 als Vizepräsident der Arbeiterkammer Eisenstadt und war danach von 1949 bis 1953 Vorstandsmitglied der Arbeiterkammer. Habeler vertrat die ÖVP zwischen dem 13. Dezember 1945 und dem 5. Mai 1960 im Burgenländischen Landtag. Danach war er bis 1965 Obmann des Österreichischen Rentnerbundes im Burgenland, wobei er das Amt bereits 1959 übernommen hatte. 